# 小平花織
小平 花織（こだいら かおり、1990年4月13日 - ）は、日本の元女子バレーボール選手。

## 来歴
長野県茅野市出身。母がやっていたママさんバレーの影響で小学5年よりバレーボールを始める。
中学生当時、峯村沙紀とともにJOCカップ（全国都道府県対抗中学バレーボール大会）で長野県選抜チームの一員として優勝を果たす。東海大三高在学時には、第39回春高バレー出場に導きベスト16に輝く。2008年第14回アジアジュニア選手権準優勝に貢献した。
2009年4月、Vプレミアリーグの東レアローズに入団。得意なプレーはレシーブで、「誰にも負けたくない」と述べている。2012年5月の第61回黒鷲旗大会では、チーム準優勝に貢献し、ベスト6に選出された。
2012年9月、第3回アジアカップ女子大会の日本代表メンバーに選出された。
2012/13Vプレミアリーグではレギュラーとして攻守に活躍し、準優勝に大きく貢献した。
2013/14シーズンよりリベロにコンバートされ活躍した。2015年5月29日に現役引退が発表された。
2017年3月、愛顔（えがお）つなぐえひめ国体バレーボール競技の愛媛県強化チームであるCLUB EHIMEに所属して現役復帰。同年10月の愛媛国体、12月の平成29年度天皇杯・皇后杯全日本バレーボール選手権大会ファイナルラウンド進出を花道に現役引退。

## エピソード
- 高校の同級生には2008年のドラフト会議でオリックス・バファローズから1位指名を受けた甲斐拓哉がいる[7]。

## 球歴
- 全日本代表　2012年

## 所属チーム
- 市立湖東小（茅野エンジェルス）
- 市立北部中
- 東海大三高（2006-2009年）
- 東レアローズ（2009-2015年）
- CLUB EHIME（2017年）

## 受賞歴
- 2012年 - 第61回黒鷲旗大会 ベスト6

## 個人成績
Vプレミアリーグレギュラーラウンドにおける個人成績は下記の通り。
| シーズン | 所属 | 出場 | 出場   | アタック | アタック | アタック | アタック | ブロック | ブロック | サーブ | サーブ | サーブ | サーブ | レセプション | レセプション | 総得点 | 備考 |
| -------- | ---- | ---- | ------ | -------- | -------- | -------- | -------- | -------- | -------- | ------ | ------ | ------ | ------ | ------------ | ------------ | ------ | ---- |
| シーズン | 所属 | 試合 | セット | 打数     | 得点     | 決定率   | 効果率   | 決定     | /set     | 打数   | エース | 得点率 | 効果率 | 受数         | 成功率       | 総得点 | 備考 |
| 2009/10  | 東レ | 18   | 12     | 3        | 2        | 66.7%    | %        | 0        | 0.00     | 17     | 0      | 0.00%  | 5.9%   | 5            | 80.0%        | 2      |      |
| 2010/11  | 東レ | 26   | 28     | 1        | 0        | 0.0%     | %        | 0        | 0.00     | 40     | 2      | 5.00%  | 7.8%   | 6            | 100.0%       | 2      |      |
| 2011/12  | 東レ | 18   | 19     | 4        | 0        | 0.0%     | %        | 0        | 0.00     | 17     | 0      | 0.00%  | 4.4%   | 7            | 71.4%        | 0      |      |
| 2012/13  | 東レ | 28   | 107    | 802      | 273      | 34.0%    | %        | 45       | 0.42     | 277    | 7      | 2.53%  | 8.7%   | 521          | 68.5%        | 325    |      |
| 2013/14  | 東レ | 28   | 118    | 0        | 0        | 0.0%     | %        | 0        | 0.00     | 0      | 0      | 0.00%  | 0.0%   | 525          | 62.9%        | 0      |      |
| 2014/15  | 東レ | 21   | 76     | 0        | 0        | 0.0%     | %        | 0        | 0.00     | 0      | 0      | 0.0%   | 0.0%   | 0            | 0.0%         | 0      |      |